# Tosana longipinnis
Tosana longipinnis là một loài cá biển thuộc chi Tosana trong họ Cá mú. Loài này được mô tả lần đầu tiên vào năm 2021.

## Từ nguyên
Từ định danh longipinnis được ghép bởi hai âm tiết trong tiếng Latinh: longi ("dài") và pinnis (số nhiều của pinna, "vây"), hàm ý đề cập đến vây ngực của loài cá này dài hơn so với những loài cùng chi.

## Phạm vi phân bố và môi trường sống
T. longipinnis được thu thập bằng tàu lưới rà ở độ sâu khoảng 62–228 m ngoài khơi bờ đông Úc.

## Mô tả
Chiều dài cơ thể lớn nhất được ghi nhận ở T. longipinnis là gần 12 cm.
Đầu màu nâu nhạt, phớt hồng/lục xám ở dưới cằm, lốm đốm các vệt vàng và hồng. Mống mắt màu vàng nhạt, có vòng hồng bao quanh đồng tử. Thân nâu nhạt, hồng ánh bạc ở hai bên lườn, trắng ở ngực và bụng. Vây lưng màu hồng tươi, vùng rìa có màu vàng, lốm đốm các vệt vàng ở phần mềm. Vây hậu môn có màu hồng trong. Vây đuôi màu vàng, có sọc màu đỏ hồng trên mỗi thùy. Vây bụng và vây ngực màu vàng nhạt hoặc trắng trong suốt.
Số gai ở vây lưng: 10; Số tia vây ở vây lưng: 14; Số gai ở vây hậu môn: 3; Số tia vây ở vây hậu môn: 7; Số gai ở vây bụng: 1; Số tia vây ở vây bụng: 5; Số tia vây ở vây ngực: 15–17; Số vảy đường bên: 33–41.